# De Blankaart
De Blankaart is een natuurgebied in West-Vlaanderen. Het is een erkend natuurreservaat en is Europees beschermd als Natura 2000-gebied (EU-Vogelrichtlijn 'IJzervallei' BE2500831) en is tevens onderdeel van het Ramsargebied 'de Blankaart en IJzerbroeken'. Het natuurreservaat is ontstaan in 1959 en is grotendeels gelegen in Woumen, een deelgemeente van Diksmuide. Ook bevindt zich een klein gedeelte op het grondgebied van Merkem, een deelgemeente van Houthulst. Het gebied omvat het domein van het Blankaartkasteel.

## Gebied
Het natuurreservaat de Blankaart strekt zich uit rondom de centraal gelegen Blankaartvijver (30 ha). Rondom de vijver zijn er uitgestrekte rietlanden, broekbos, kleinere plassen en poldergraslanden. Het is gelegen in het laagste deel van de Blankaartbekken en maakt deel uit van het broekgebied in het lage, overstroombare winterbed van de IJzer. Het natuurgebied is ruim 927 hectare groot en is gelegen op de rechteroever van de IJzer. Het ligt op het laagste punt van de IJzerbroeken. Het natuurgebied wordt beheerd door de vereniging Natuurpunt. 
Het gebied is een belangrijke pleisterplaats voor trekkende watervogels en allerhande soorten overwinterende eenden en ganzen. In het bijzonder smient en kolgans komen er 's winters in heel grote aantallen voor. Veel voorkomende vogels zijn de snor (vogel), de steltkluut, de aalscholver, de bruine kiekendief en de blauwe reiger. In 2023 nestelde de zeearend voor het eerst in België in De Blankaart.  De vijver is ontstaan in de 15e en 16e eeuw door turfwinning. De oudste vermelding van de Blankaartvijver kan men vinden op een schilderij dat rond 1600 door Pieter Claeissins is geschilderd, op basis van een kaart opgemaakt door Pieter Pourbus tussen 1556 en 1571. Op het schilderij is een donkere vlek te zien, waarbij "blancaert" staat vermeld. Het natuurgebied is te verkennen via het kasteel De Blankaart dat als bezoekerscentrum is ingericht. De vijver is via een vrij toegankelijk wandelpad te bezichtigen via drie kijkhutten aan zuidwestelijke zijde.  De te lage waterpeilen zorgden sinds de jaren '70 voor een gestage achteruitgang van de natuurwaarden in het gebied. Sinds 2008 is een natuurinrichtingsproject actief in het gebied waarbij via graafwerken aan moerasherstel- en uitbreiding wordt gedaan en finaal de peilen terug afgestemd zullen worden op moerasnatuur. Sinds 2022 loopt het wandelnetwerk De Blankaart door het gebied.

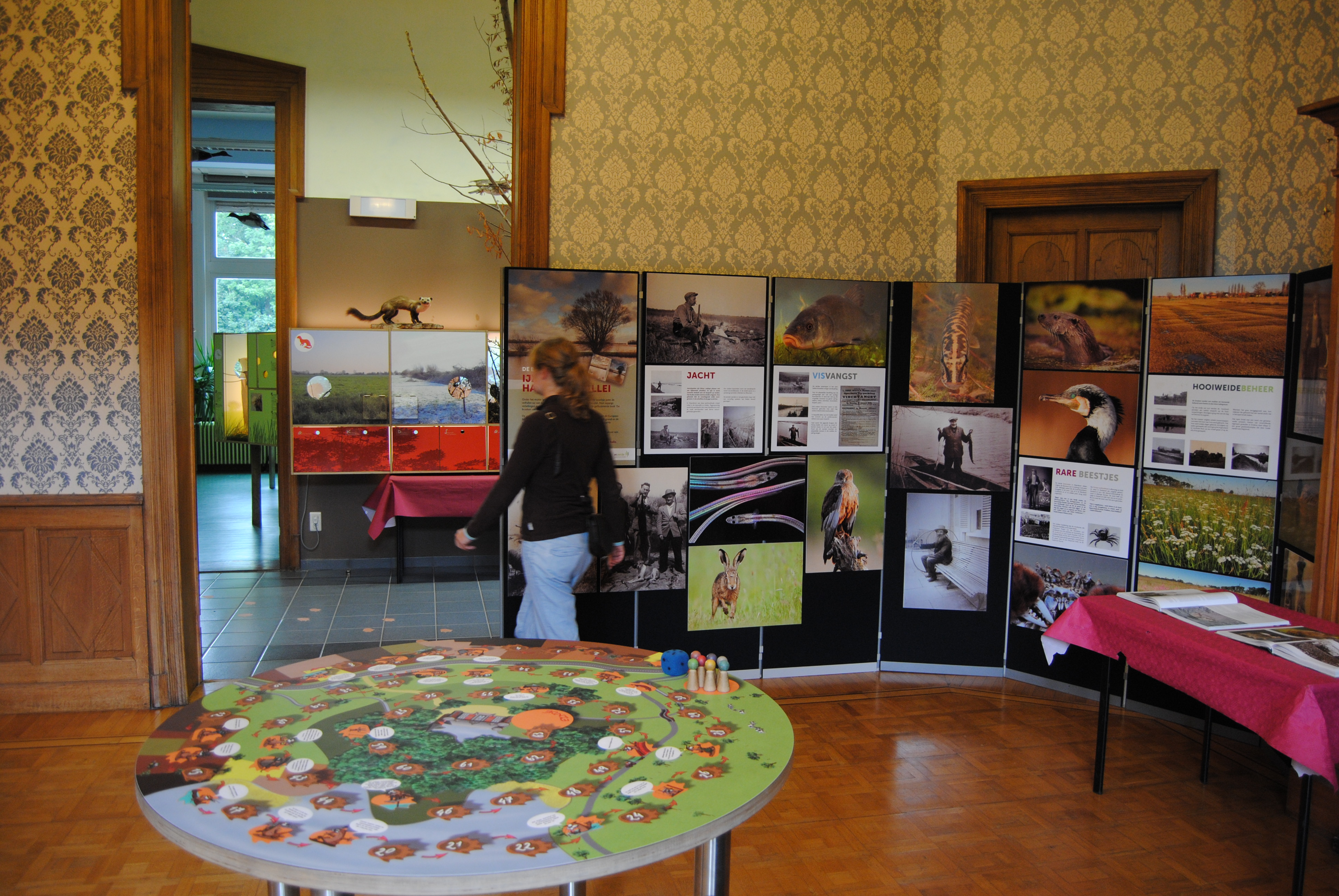
Benedenzaal Infocentrum De Blankaart
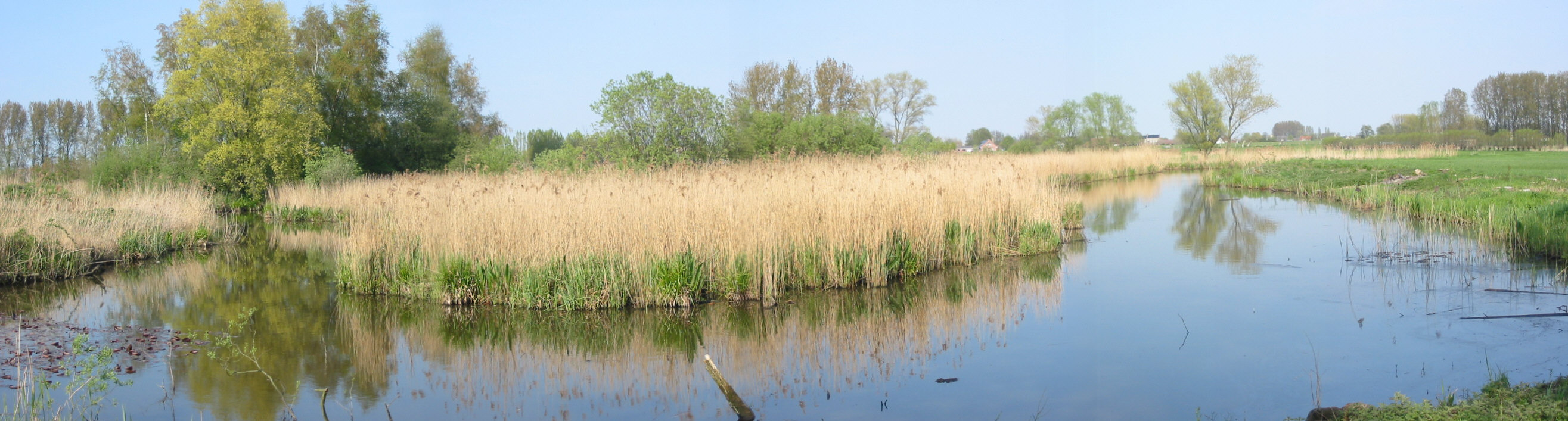
de Blankaart
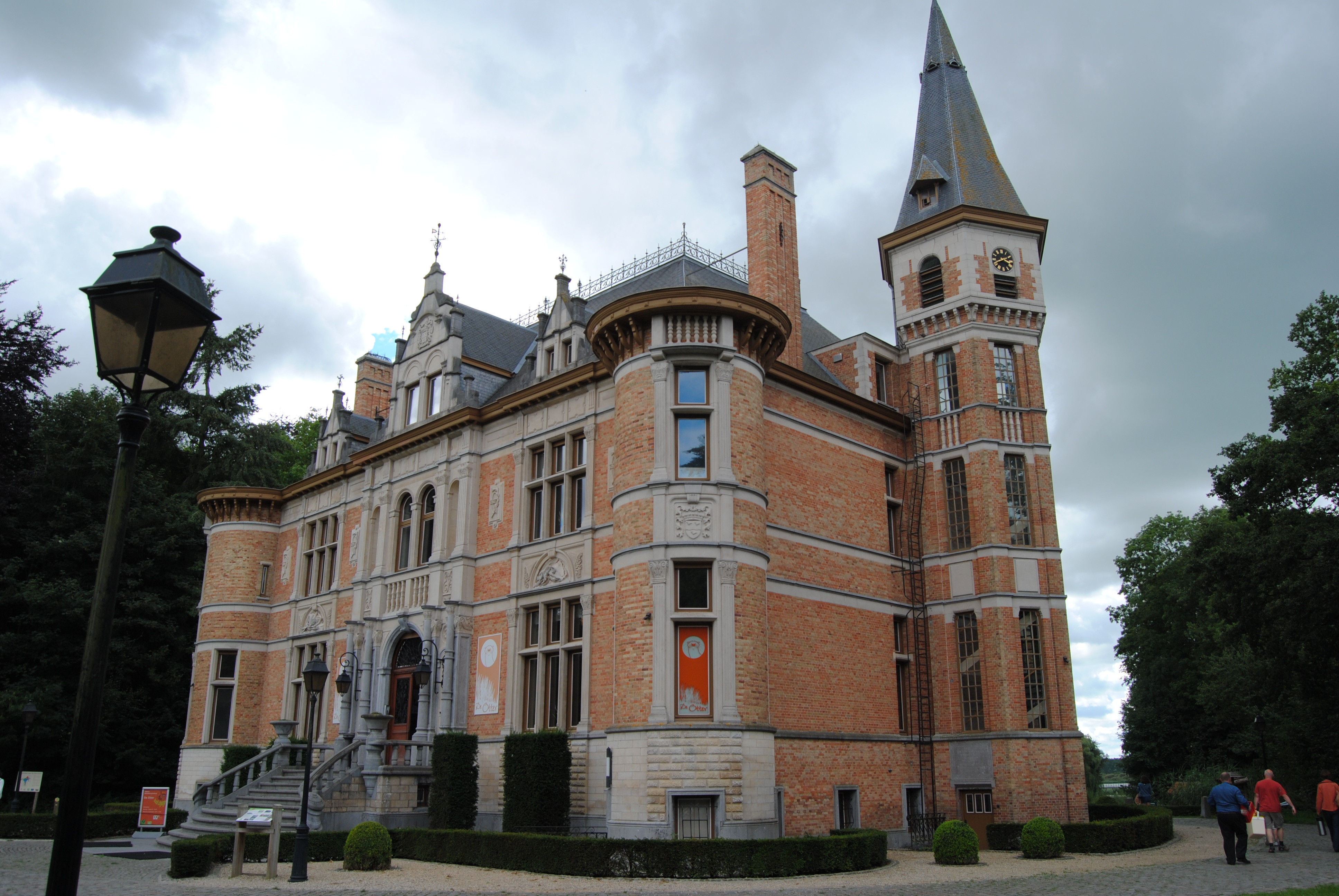
Infocentrum Kasteel De Blankaart
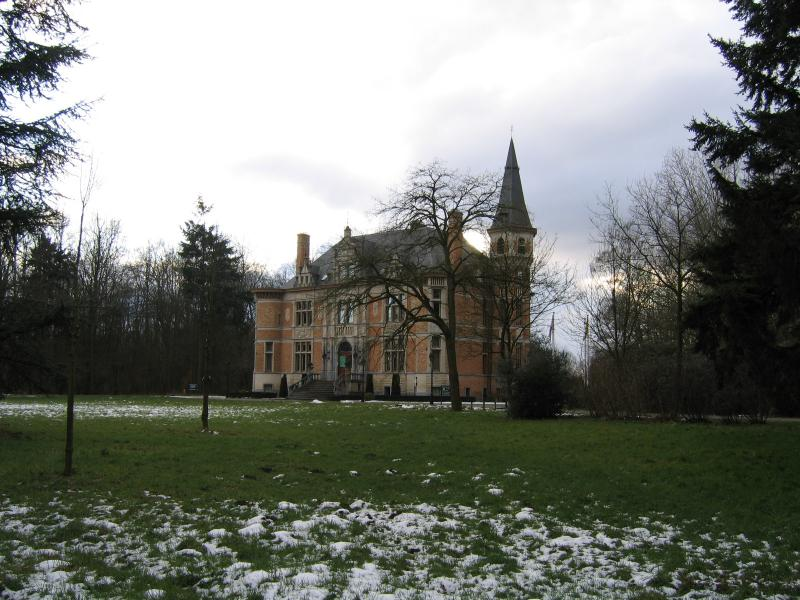
Infocentrum Kasteel De Blankaart
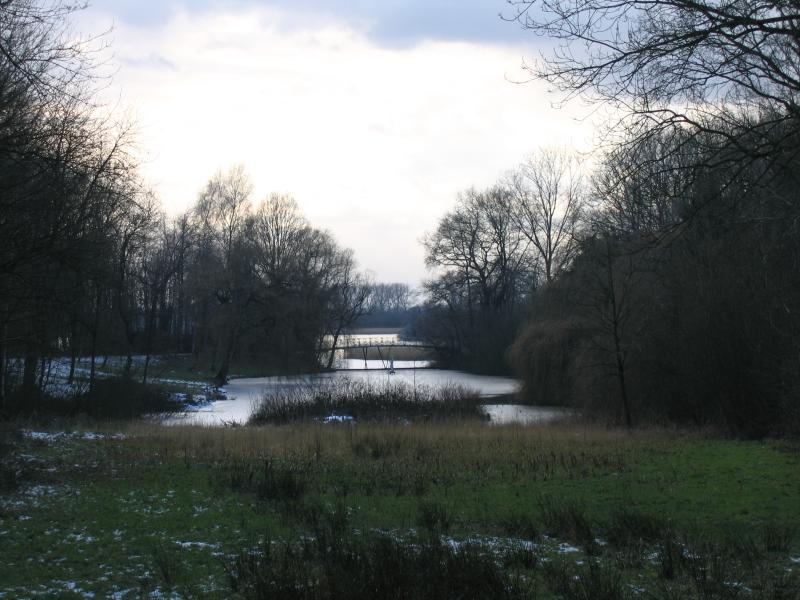
De Blankaart kasteelvijver
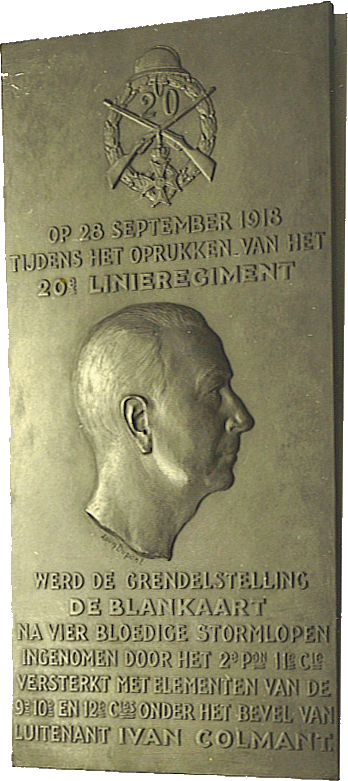
Ivan Colmant

## Sfeerbeelden

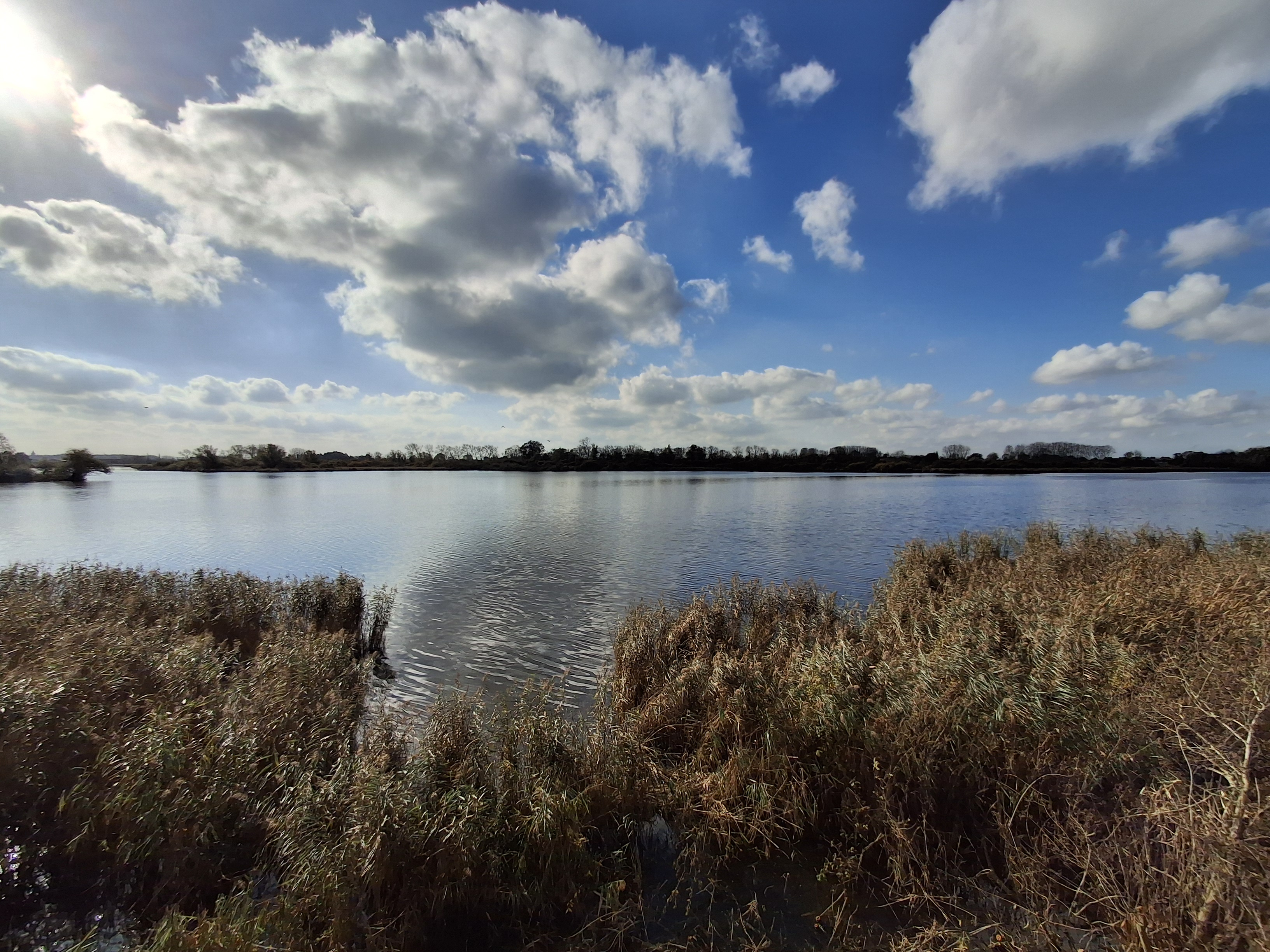
Meer met rietkraag
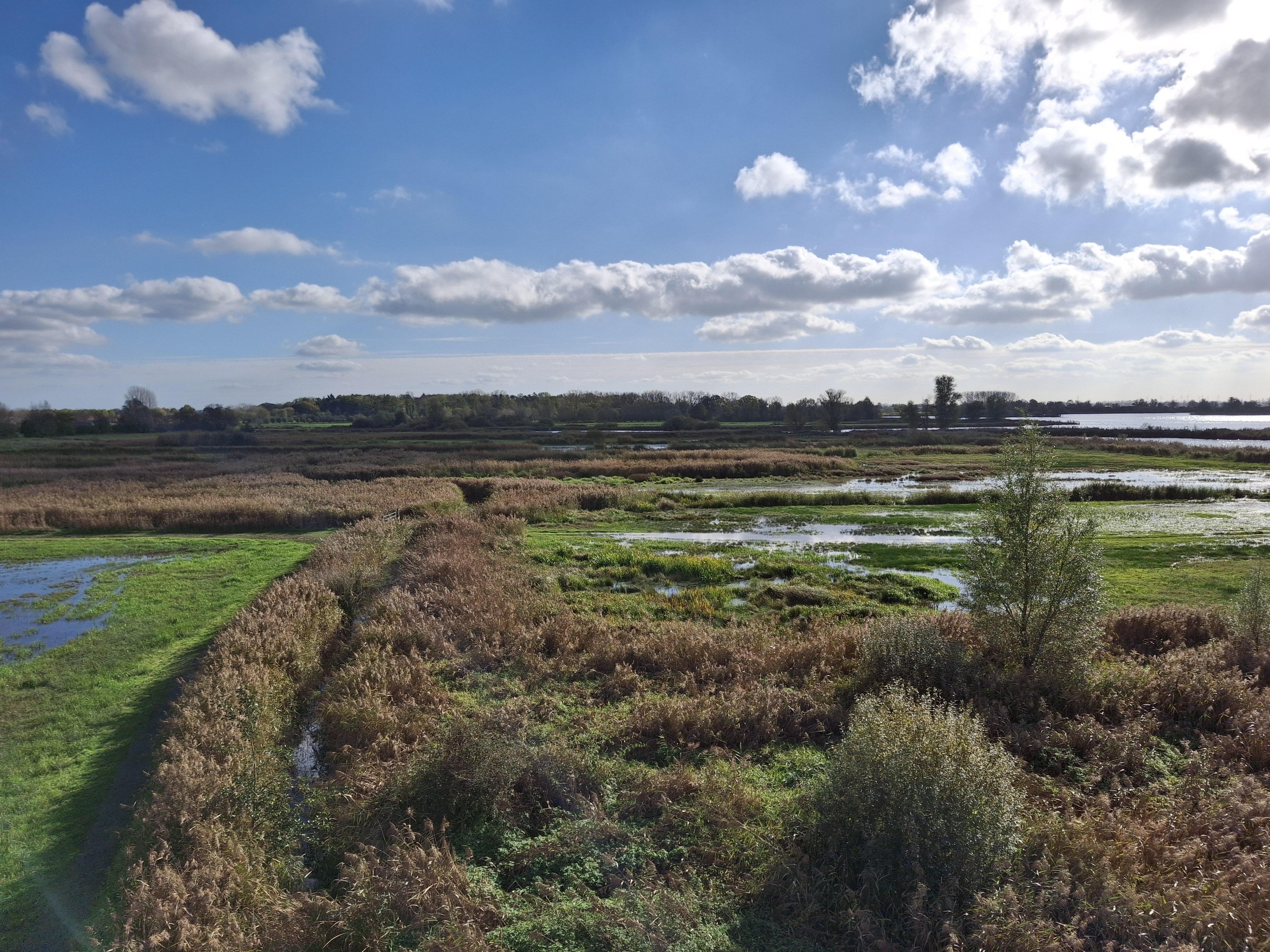
Vennen, rietkragen, bomen
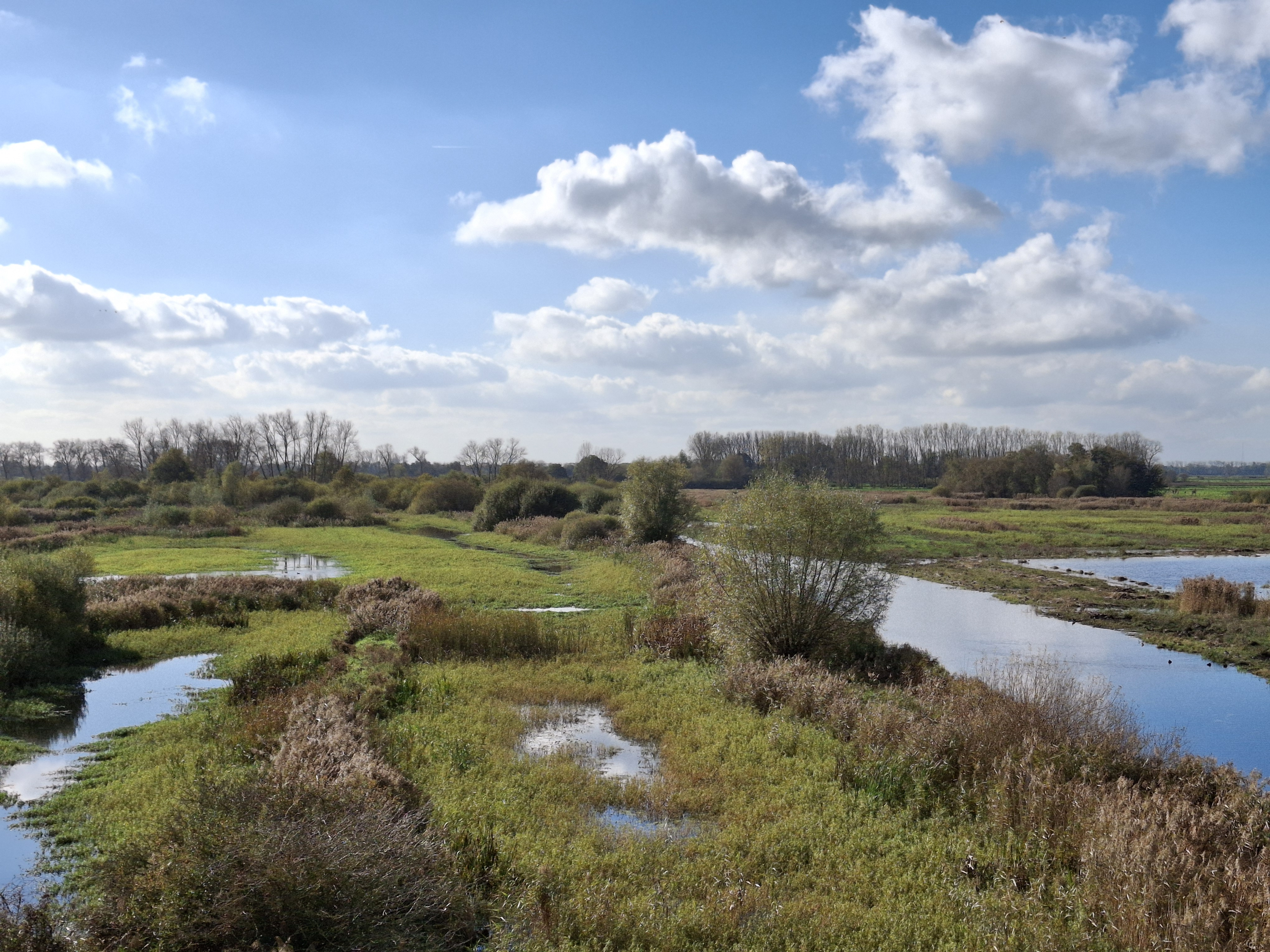
Ven, kreek, rietkraag, boom
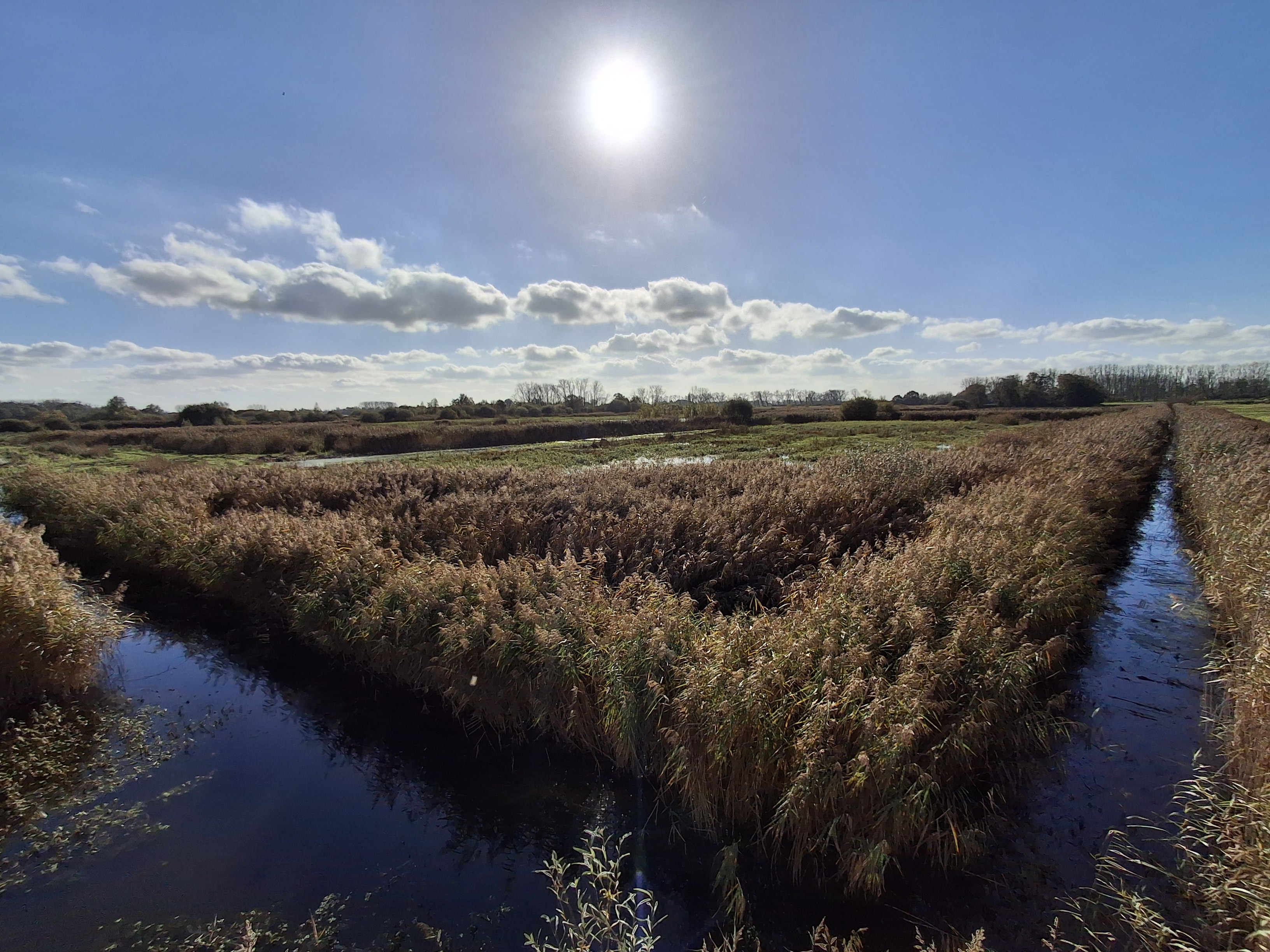
Kreek, rietkraag onder stralende zon
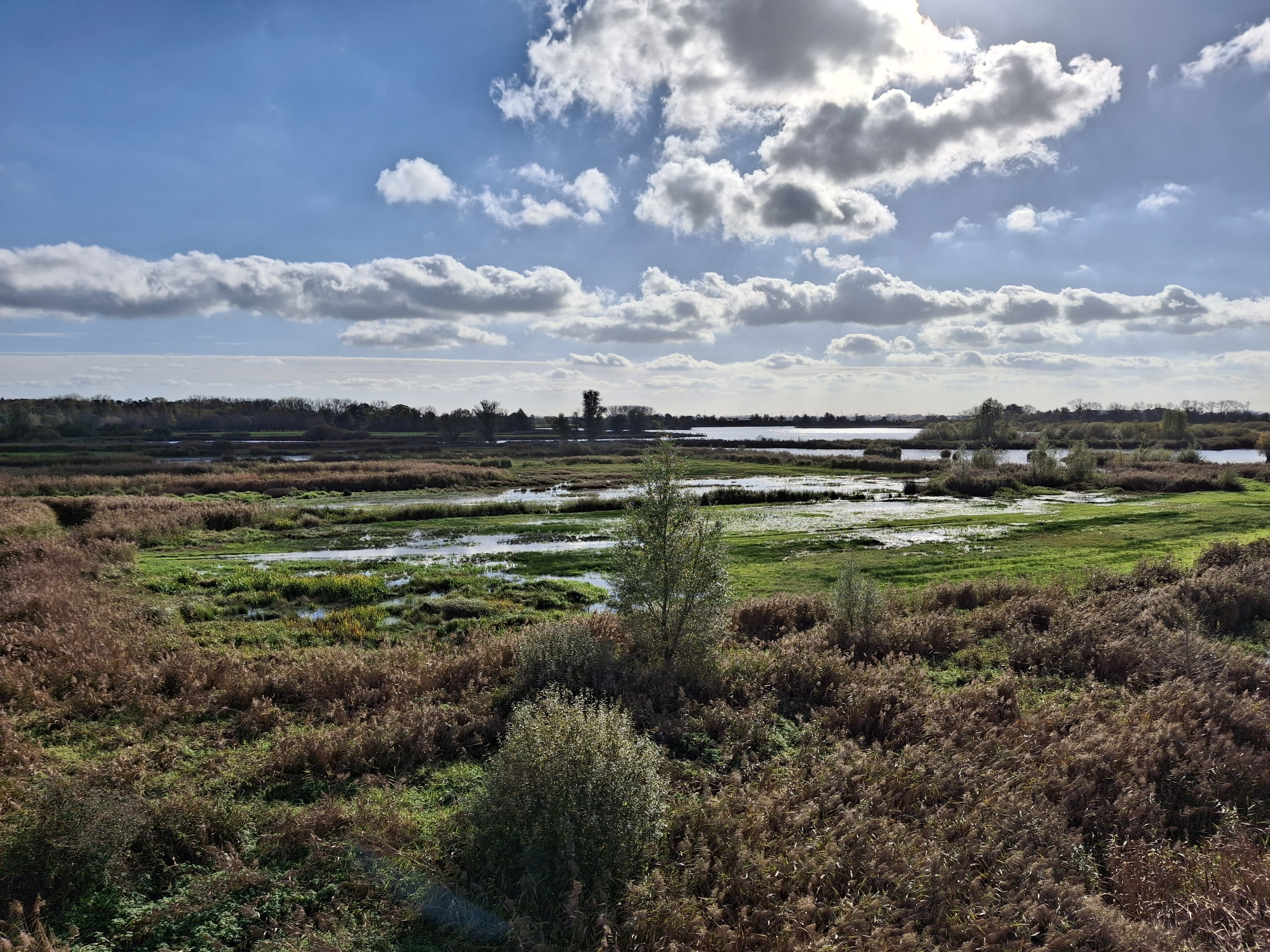
Ven, rietkraag, bomen

## Bijzondere natuur
In dit natuurgebied komen tal van dier, plant en paddenstoelensoorten voor, maar de meest bijzondere zijn toch de Zeearenden.
In het voorjaar van 2024 broedde een koppeltje zeearenden een nestje uit, zij kregen 2 jongen Guido en Gloria. Guido is een knipoog naar de conservator van De Blankaart, Gloria verwijst naar het glorierijke moment voor het gebied.
Hieronder een zeer beperkte greep uit de soorten die voorkomen in De Blankaart, hier zijn enkel de zeer zeldzame soorten opgelijst.

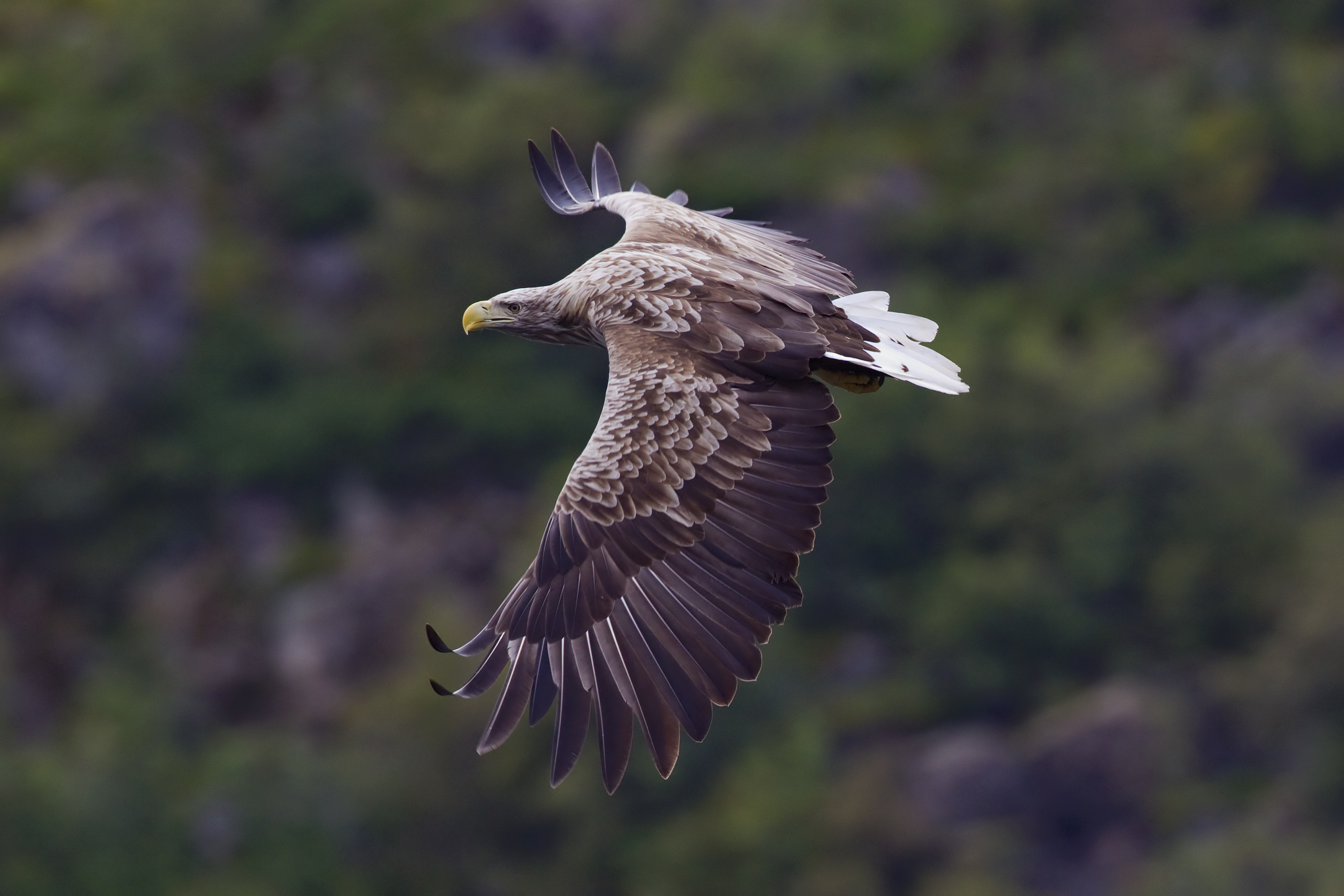
Zeearend (Haliaeetus albicilla)

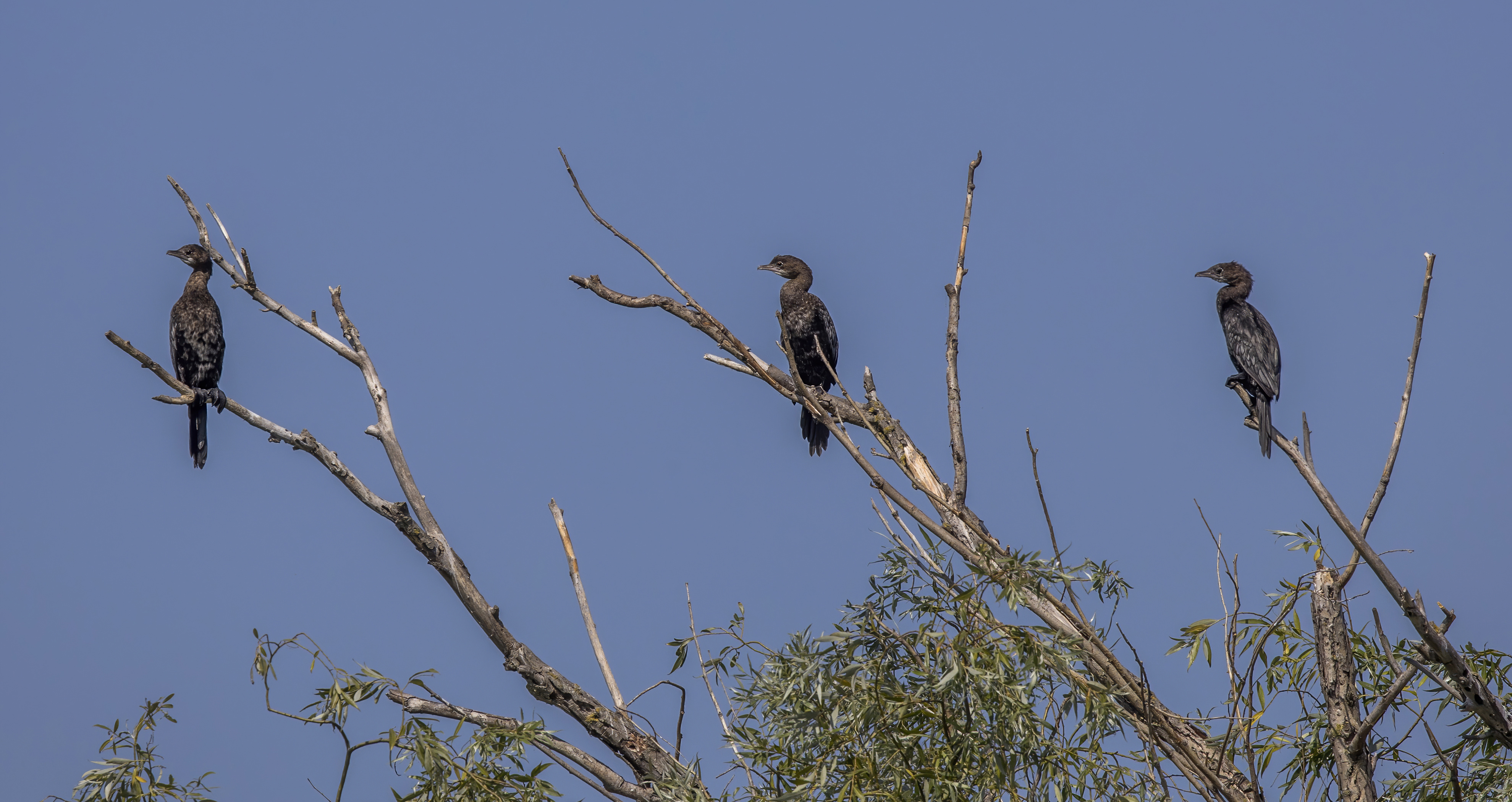
Dwergaalscholvers in een boom (Phalacrocorax pygmeus)

Dieren:
- zeearend
- Blauwzwarte houtbij
- Valse Rozenzandbij
- Kleine tuinmaskerbij
- Stompe kegelgalwesp
- Fredegunda diluta
- Chrysis fulgidaDwergaalscholvers in een boom (Phalacrocorax pygmeus)Chrysis immaculata

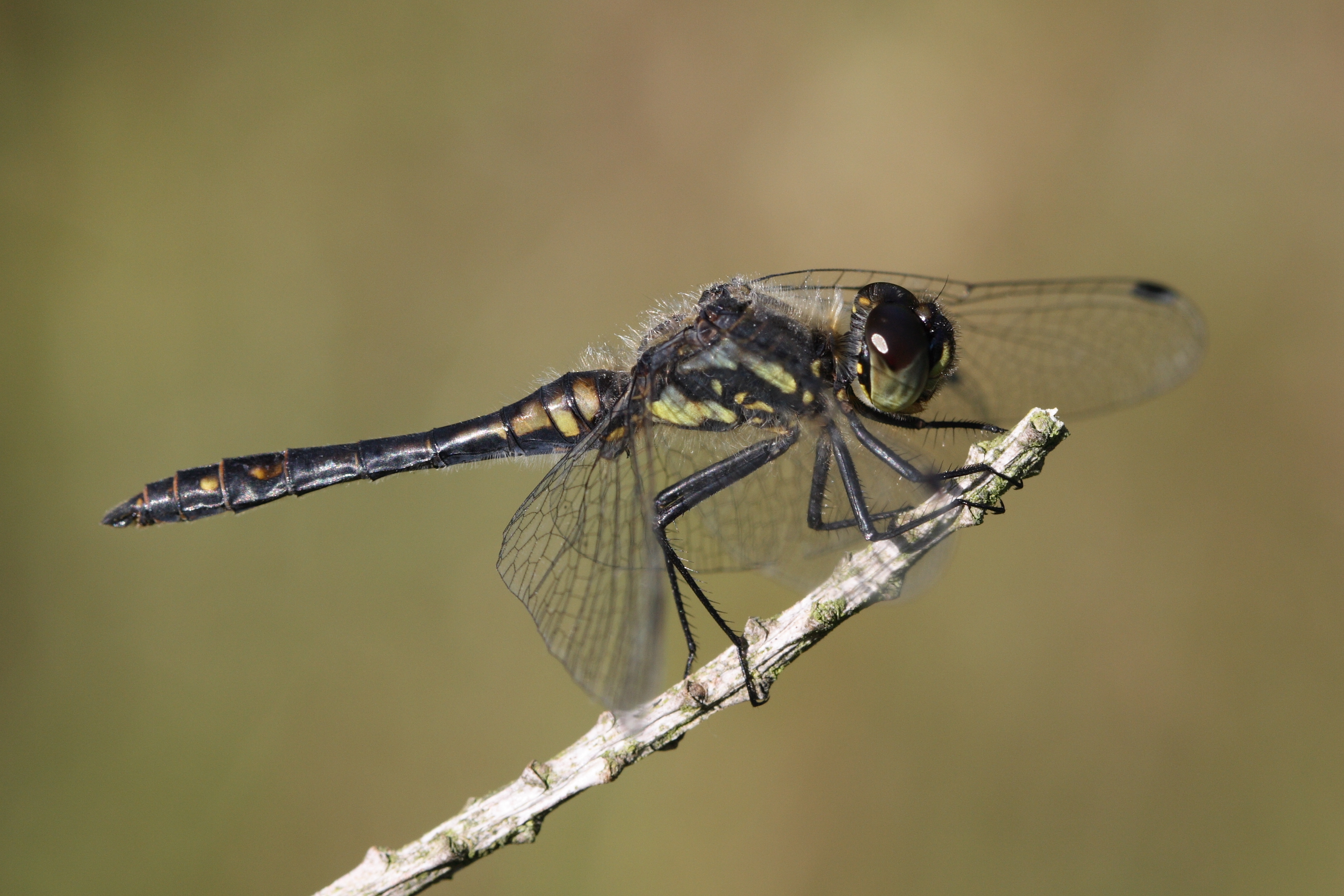
Zwarte heidelibel (Sympetrum danae)

- Euodynerus quadrifasciatus
- Dwerggans
- Blauwvleugeltaling
- Kleinst Waterhoen
- Poelsnip
- Dwergaalscholver
- Veldrietzanger
- MuskusratZwarte heidelibel (Sympetrum danae)Zwarte ratIepenpage (Satyrium w-album)Hermelijn
- Bunzing
- Poelkikker
- Iepenpage
- Oranjerode oogspanner
- Sildendwergspanner
- Gevlamde rietuil
- Grote piramiedevlinder
- Graszakdrager
- Peppeltwijgmineermot
- Liesgrasmineermot
- Lichte groenglanskokermot
- Geteknde biesbladroller
- Moerasbladroller
- Dubbelkelkbladroller
- Zeggesnuitmot
- Zadellibel
- Gevlekte witsnuitlibel
- Zwarte heidelibel
- Zompsprinkhaan
- Zuidelijke citroenzweefvlieg
- Populierenwoudzwever

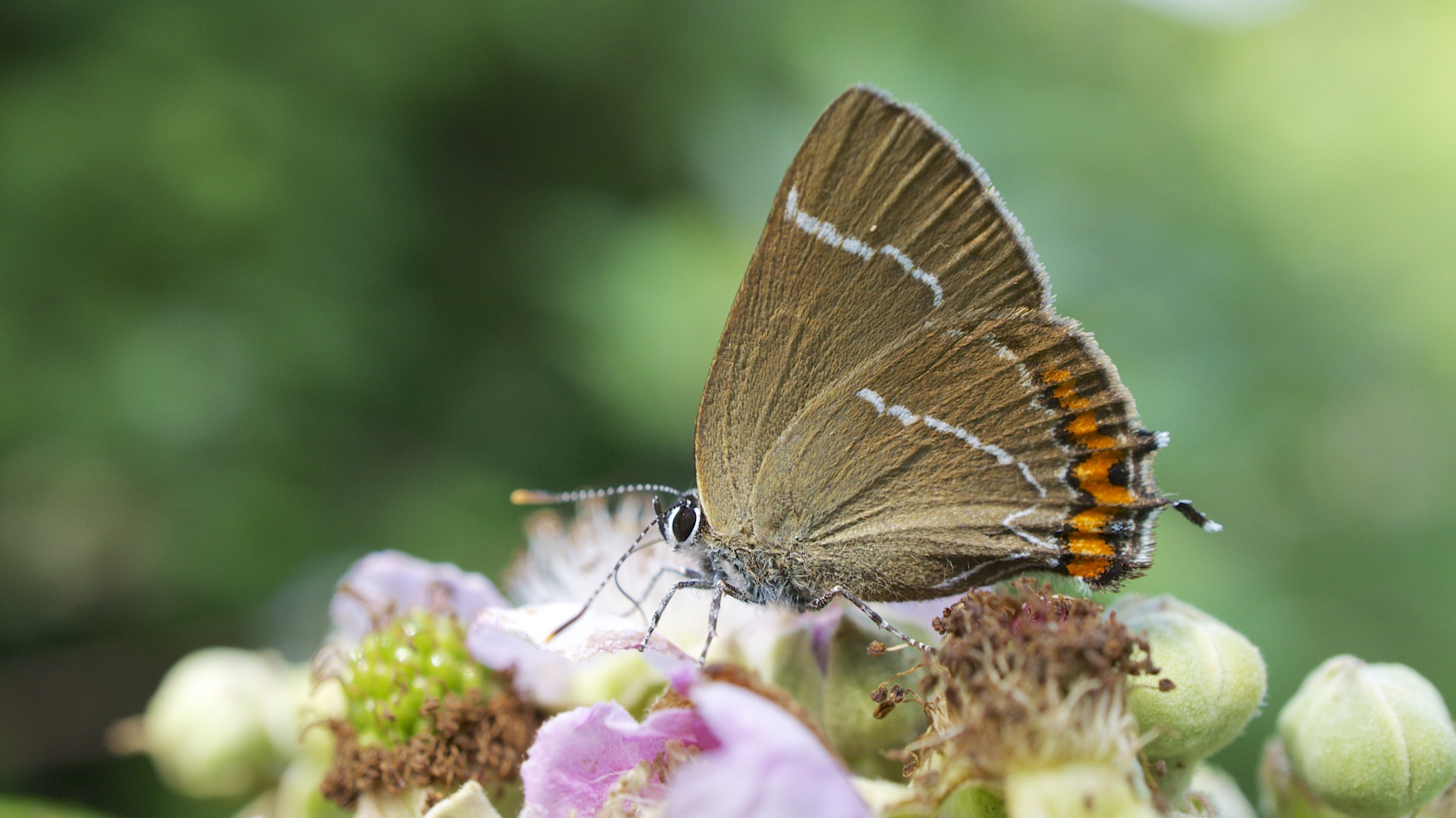
Iepenpage (Satyrium w-album)

- Langkielgravertje

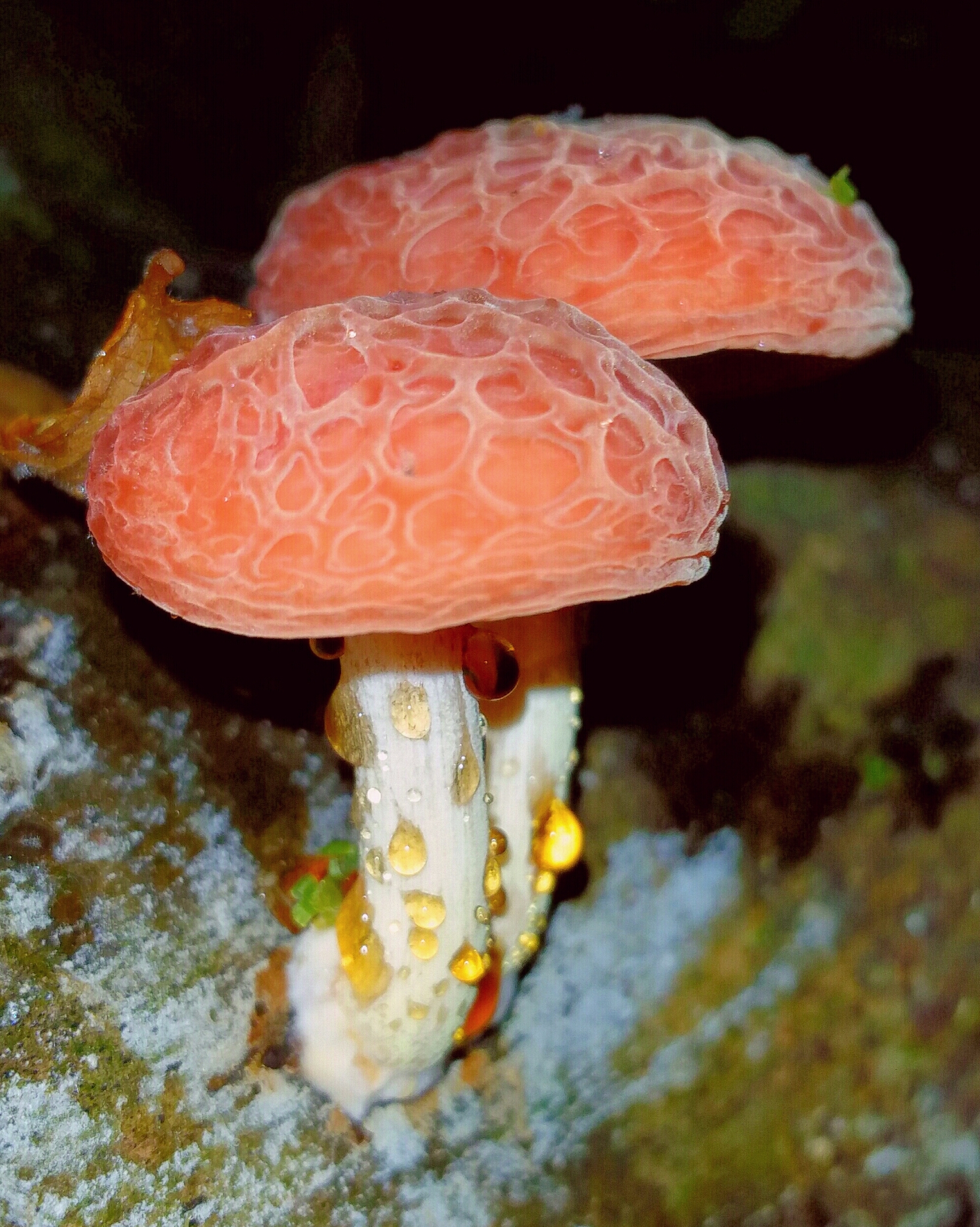
Zalmzwam (Rhodotus palmatus)

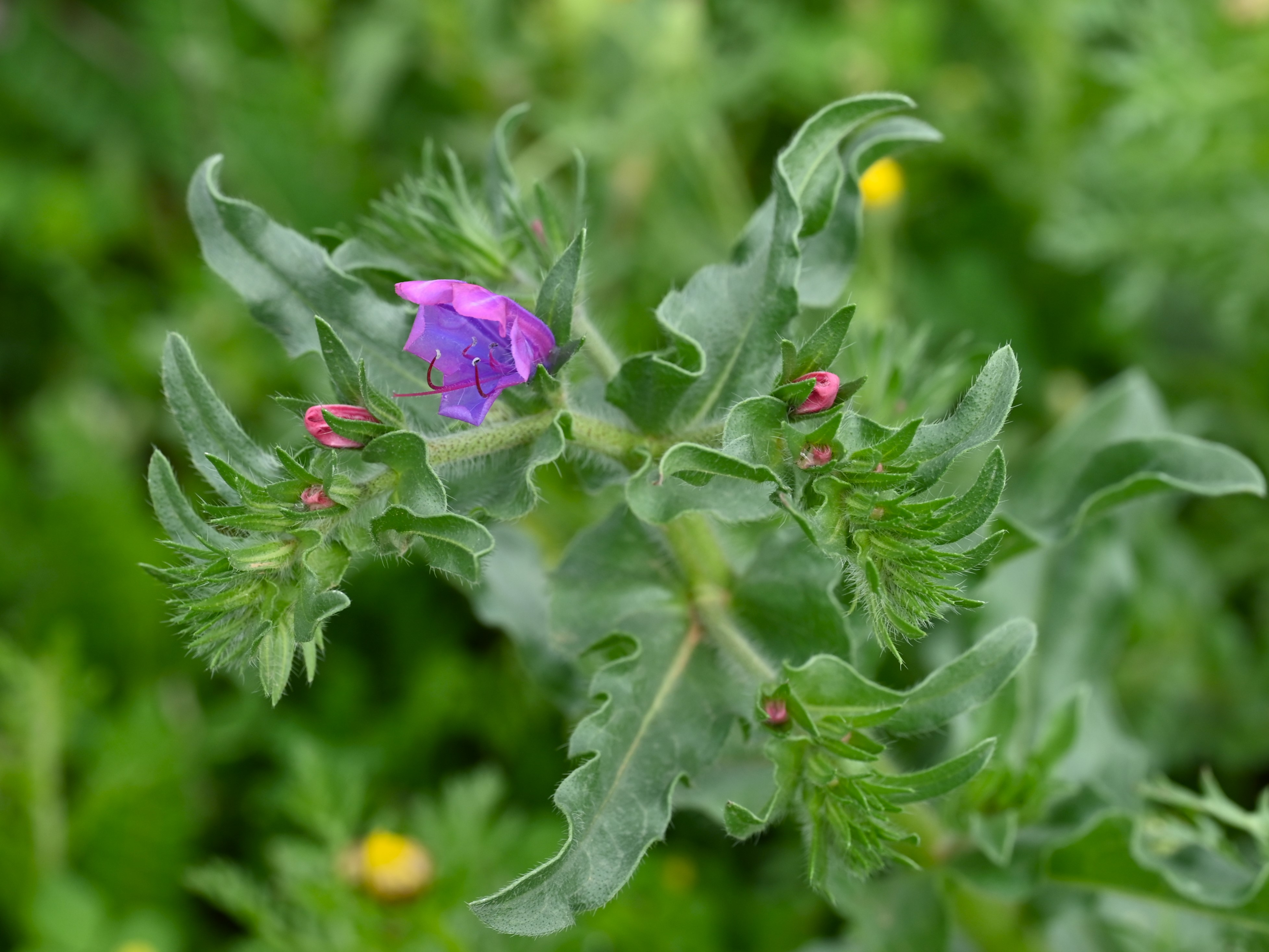
Weerbreeslangenkruid (Echium plantagineum)

Paddenstoelen
- Getand krentenbrijkorstje
- Vlekkend uitbreekkogeltje
- Kornoeljemeeldauw
- Grote sneeuwbalmeeldauw
- Klitmeeldauw
- Beukendopvlieskelkje
- Essenkogelzwam
- Vlakke essenkogelzwam
- Walstrobladschijfje
- Lisdoddespleetlip
- Amandelwilgroest
- Ingebed meniezwammetje
- Walstromeeldauw
- Zeggevulkaantje
- Rijvormig vulkaantje
- Klaverschijnbekertje
- Tweecellige valeriaanroest
- Ooievaarsbek-veenwortelroest
- Grootsporige wimperzwam
- Schorsloos boomschijfje
- Zuringschurftzwam

Planten
- Weidekervel-torkruid
- Klein vlooienkruid
- Weegbreeslangenkruid
- Moeraswolfsmelk
- Moeraslathyrus
- Bistorta affinis
- Puntig fonteinkruid
- Akkerboterbloem
- Thalictrum lucidum
- Theeboompje
- Leidse plant
- Pimpernoot